# Mary Tealby
Mary Tealby   (Huntingdon, 30 de desembre de 1801 - Biggleswade, 3 d'octubre de 1865) va ser una defensora del drets dels animals anglesa. És coneguda per fundar la Battersea Dogs' Home, un refugi per a gossos perduts al barri londinenc de Holloway el 1860 que va traslladar a Battersea el 1871.

## Biografia
Mary Bates va néixer a Huntingdon el 1801. Tenia un germà petit que com el seu pare es deia Edward i amb el temps seria el comissari de Kelmarsh (Northamptonshire). Es va casar amb Robert Chapman Tealby el 1829, vivien a Hull i no van tenir fills. Quan es va divorciar va mantenir el seu cognom de casada i va anar a viure amb el seu pare i el seu germà. Els tres tenien un estil de vida modest i donaven feina a dos criats.
Essent membre de la Royal Society for the Prevention of Cruelty to Animals (RSPCA), va tenir cura d'un gos perdut que havia trobat la seva amiga Sarah Major, però en morir va decidir organitzar un lloc on es poguessin cuidar els gossos abandonats. El va anomenar The Temporary Home for Lost and Starving Dogs i es va fundar al nord de Londres el 1860. Inicialment el refugi era al rebost de casa seva, però a mesura que augmentava el nombre de gossos perduts va llogar uns estables propers amb els seus propis diners, els del seu germà, de Sarah Major i amb donacions. El 1860 la RSPCA va acceptar col·laborar-hi i les reunions de la junta es van celebrar a les seves oficines del número 12 de Pall Mall.

Més endavant, el refugi per a gossos es va traslladar a Battersea, on va despertar reserves del veïnat pel soroll. The Times va publicar una història ridiculitzant la idea d'obrir una «llar» per als gossos quan hi havia persones sensesostre a Londres. Malgrat això, el refugi va atreure suports com el dels escriptors Charles Dickens i Thomas Hardy. Tealby va declara que als gossos se'ls cuidava però que, si convenia, eren eliminats humanament. L'any 1864 havia cuidat ja 2.000 gossos.

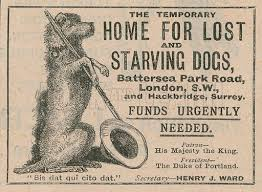
Anunci del refugi per a gossos del 1901

Tealby va morir a Biggleswade el 1865 i va ser enterrada a l'església de St Andrew de la localitat. Sarah Major i el seu germà van reformar el refugi després de la mort de Tealby. El refugi a Battersea va continuar i el 1883 també va acollir també gats.